# Päpstliche Bulle

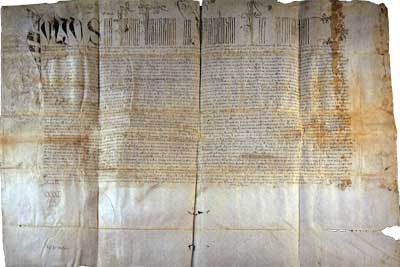
Bulle Julius’ II. von 1505

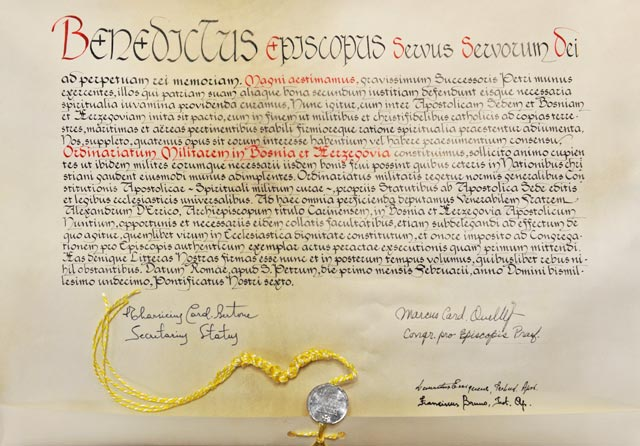
Benedikt XVI. Magni aestimamus: Errichtung eines Militärordinariats in Bosnien und Herzegowina, 1. Februar 2011

Päpstliche Bulle oder kurz Bulle ist die Bezeichnung für Urkunden, die wichtige Rechtsakte des Papstes verkünden. Sie wurden in der päpstlichen Kanzlei in feierlicher Form ausgefertigt und besiegelt. Kennzeichnend ist der Ersatz der Salutatio durch die Formel ad perpetuam rei memoriam („zum immerwährenden Gedächtnis der Sache“).
Der offizielle lateinische Name dieser Gattung von Schriftstücken lautet litterae apostolicae, was übersetzt „apostolische Briefe“ bedeutet, bzw. litterae apostolicae sub plumbo, auf Deutsch „apostolische Briefe mit Bleisiegel“ oder vereinfacht „apostolische Siegelbriefe“, wenn man sie von Breven oder normalen litterae abgrenzen will. Das Wort „Bulle“ kommt vom lateinischen bulla („Blase“). Die Papsturkunden des Mittelalters und der Frühen Neuzeit waren regelmäßig mit Blei besiegelt. Vor allem im 15. Jahrhundert wurde der Ausdruck „Bullen“ oder bullae im außeramtlichen Sprachgebrauch häufig auch für Papsturkunden gebraucht, die in der modernen Diplomatik nicht zu den Bullen im engeren Sinn gerechnet werden.
Die Bulle, die als Mischgattung aus den in der Fachsprache der Diplomatik „Privilegien“ genannten älteren Prunkurkunden oder „Prunkbullen“ und den litterae entstand, war seit der Mitte des 13. Jahrhunderts und besonders im 15. Jahrhundert in Gebrauch. Im 20. Jahrhundert wurden nur noch sehr selten päpstliche Bullen erlassen, so etwa zur Inkraftsetzung des Kodex des Kirchenrechts (Codex Iuris Canonici) 1917 und zur Einberufung eines Heiligen Jahres. Für lehrhafte Akte des Papstes wird seit 1740 häufiger die Form der Enzyklika (Rundschreiben) gewählt, für Rechtsakte die Apostolische Konstitution oder das Motu proprio.
Die Bezeichnung der Bullen richtet sich nach den Anfangsworten der Arenga. Jede Bulle beginnt mit: <Papstname> episcopus, servus servorum Dei …